# Hispania

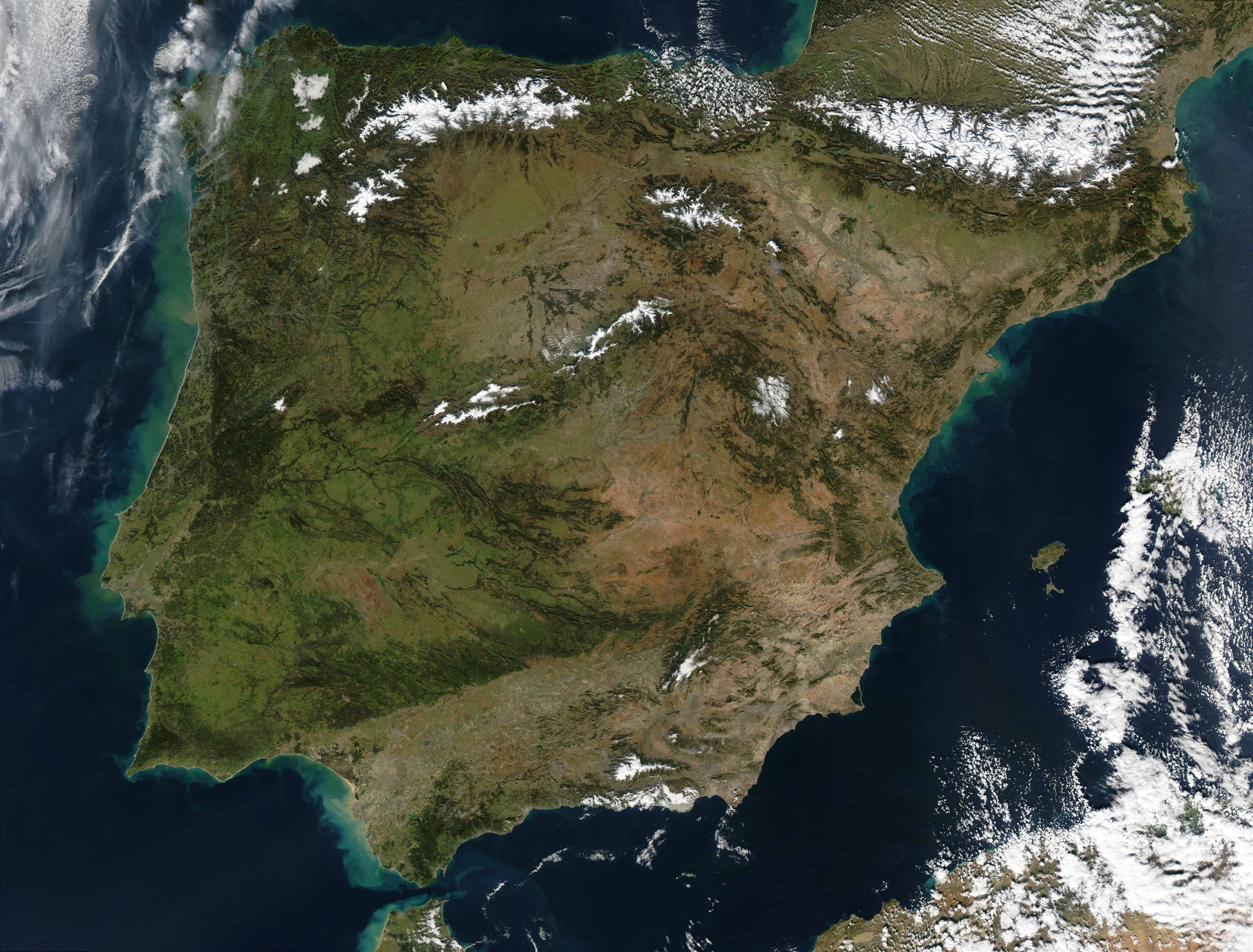
Imagen satelital de la península ibérica.

El topónimo latino Hispania era el nombre que los romanos daban a la península ibérica y territorios asociados.

## Etimología
La etimología del término Hispania es discutida, con varias hipótesis alternativas sobre su procedencia. En general, las fuentes señalan que existía con anterioridad a los romanos, pues el término Hispania no presenta una raíz latina. Tampoco parece tener origen griego, lo que ha llevado a la formulación de distintas teorías sobre su origen, siendo algunas controvertidas. 

### Hipótesis fenicia

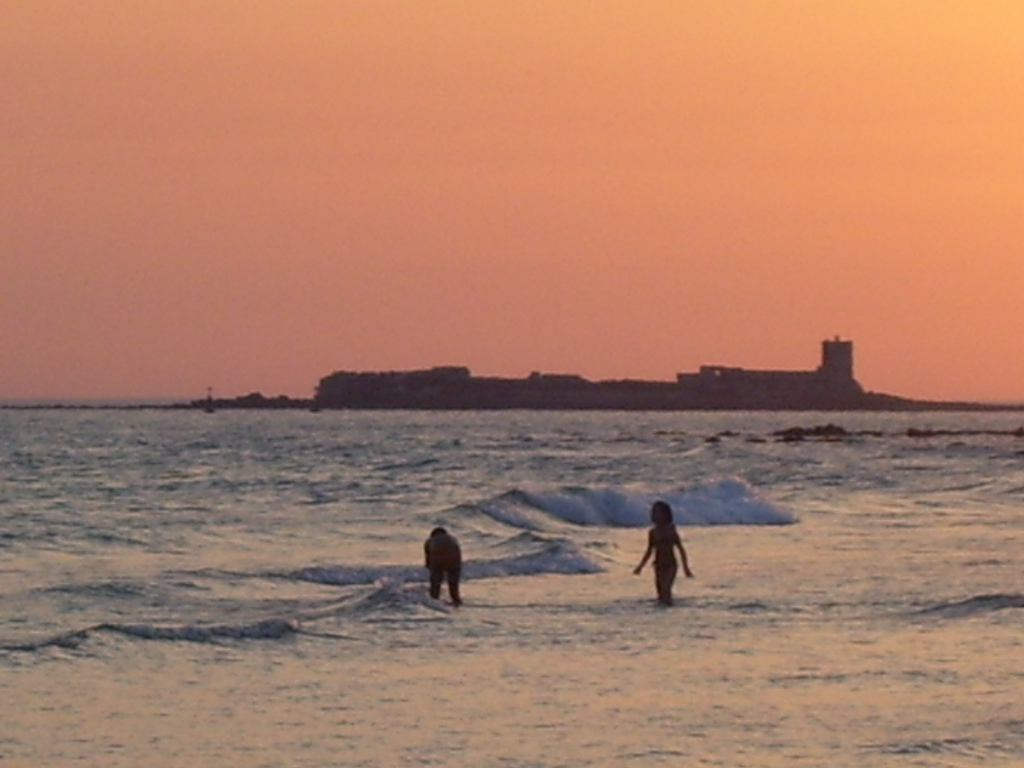
Castillo de Sancti Petri (San Fernando, Cádiz). En este lugar se hallaba el Templo de Hércules Melkart.

Las etimologías más aceptadas en la actualidad prefieren suponer un origen fenicio de la palabra.[cita requerida] En 1674, el francés Samuel Bochart, basándose en un texto de Gayo Valerio Catulo donde llama a España cuniculosa ('conejera'), propuso que ahí podría estar el origen de la palabra España. De esa forma, dedujo que en hebreo (lengua semítica, emparentada con el fenicio) la palabra spʰ(a) n (שָׁפָן) podría significar 'conejo', ya que el término fenicio *i-špʰanim literalmente significaría: 'de damanes' (špʰanim es la forma plural de šapʰán, 'damán', Hyrax syriacus, unos mamíferos similares al conejo extendidos por África y el Creciente Fértil), que fue como los fenicios decidieron, a falta de un vocablo mejor, denominar al conejo Oryctolagus cuniculus, animal poco conocido por ellos y que abundaba en extremo en la península. Otra versión de esta misma etimología sería *ʾi-špʰanim 'Isla de conejos' (o, de nuevo literalmente, damanes). Esta segunda explicación se hace necesaria porque en latín clásico la H se pronunciaba aspirada, haciendo imposible derivarla de la S sorda inicial (leyes de Grimm y Verner).
Otra posibilidad respecto de la raíz fenicia span es su significado de 'oculto', que indicaría que tomaban a Hispania como un país escondido y remoto.
Por otra parte, el conejo no era el único animal que llamaba la atención por su abundancia. Los griegos llamaron a la península Ophioússa, que significa 'tierra de serpientes', que luego cambiaron por Iberia, pues iber era una palabra que oían constantemente entre los habitantes de la península. Es un término geográfico, aunque no se le puede asignar en concreto al río Ebro, ya que se oía del mismo modo por toda la Andalucía actual.[cita requerida] Algunos lingüistas [cita requerida]piensan que significaba simplemente 'río', pero todavía no se ha alcanzado un acuerdo sobre la palabra.
Otra posibilidad, propuesta por el sevillano Trigueros [cita requerida]en 1767, la derivaría del fenicio *sp(a)n (norte), como era la península ibérica con respecto al norte de África, desde donde fenicios y cartagineses llegaban a ella, de manera que *I-Span-ya sería la 'isla del Norte'.
En cuanto a la citada hipótesis de que Hispania provendría del fenicio *´y-spn-y´ (pro. I-span-ia), que significaría "isla de los conejos", es importante señalar que si bien el término spn ("conejo") está documentado desde el segundo milenio antes de Cristo en ciertos textos ugaríticos, no puede decirse lo mismo del nombre de España o Ispania con tal forma, "I-spn-ya", que de momento –cualquiera que sea su significado etimológico– es solo una suposición, pues no ha sido hallada hasta la fecha ni una sola inscripción donde pueda leerse la secuencia completa: ´y-spn-y´ (pro. I-span-ia).[cita requerida]
Los fenicios constituyeron la primera civilización no ibérica que llegó a la península para expandir su comercio y que fundó, entre otras, Málaga (Malaka) o Cádiz (Gádir). Los romanos tomaron la denominación de los vencidos cartagineses, cuya principal capital estaba situada en Qart Hadasht (actual Cartagena), interpretando el inicio  ʔi- como 'costa, isla; o tierra', con -ya con el significado de 'región'. Los romanos le habrían dado a Hispania el significado de 'tierra abundante en conejos', un uso recogido por Cicerón, César, Plinio el Viejo, Catón, Tito Livio y, en particular, Catulo, que se refiere a Hispania como península cuniculosa (en algunas monedas acuñadas en la época de Adriano figuraban personificaciones de Hispania como una dama sentada y con un conejo a sus pies). Abundando en el origen fenicio del término, Isidoro de Sevilla, en sus Etimologías, postula que tiene su origen en Ispani, el topónimo fenicio-púnico de Sevilla, ciudad a la que los romanos denominaron Hispalis.
Sobre el origen fenicio del término, el historiador y hebraísta Cándido María Trigueros propuso en la Real Academia de las Buenas Letras de Barcelona en 1767 una teoría diferente, basada en el hecho de que el alfabeto fenicio (al igual que el hebreo) carecía de vocales. Así spn (sphan en hebreo y arameo) significaría en fenicio 'el Norte', una denominación que habrían tomado los fenicios al llegar a la península ibérica bordeando la costa africana, viéndola al norte de su ruta, por lo que i-spn-ya sería la 'tierra del Norte'.
La teoría más reciente proviene de Jesús Luis Cunchillos y José Ángel Zamora, expertos en filología semita del CSIC, quienes tras analizar todas las hipótesis y realizar un estudio filológico comparativo entre varias lenguas semitas, han llegado a la conclusión de que la hipótesis más probable sería *I-span-ya, 'isla/costa de los forjadores o forjas (de metales)', o sea, 'isla/costa donde se baten o forjan metales', hecho que además estaría justificado por la intensa actividad minera y metalúrgica que existía en las costas de Andalucía, o reino de Tartessos, en los tiempos de la llegada de los fenicios, quienes entre otras razones establecieron sus colonias en estas tierras precisamente atraídos por su gran riqueza minera, célebre en toda la antigüedad.

### Hipótesis autóctonas
Aparte de la teoría de origen fenicio, la más aceptada (si bien el significado preciso del término sigue siendo objeto de discusiones), a lo largo de la historia propusieron diversas hipótesis, basadas en similitudes aparentes y significados más o menos entrelazadas. A principios de la Edad Moderna, Antonio de Nebrija, en la línea de Isidoro de Sevilla, propuso su origen autóctono como deformación de la palabra ibérica Hispalis que significaría la ciudad de occidente y que, al ser Hispalis la ciudad principal de la península, los fenicios y posteriormente los romanos dieron su nombre a todo su territorio. Posteriormente, Juan Antonio Moguel propuso en el siglo XIX que el término Hispania podría provenir de la palabra eúscara Izpania que vendría a significar que parte el mar al estar compuesta por las voces iz y pania o bania que significa 'dividir' o 'partir'. A este respecto, Miguel de Unamuno declaró en 1902: «La única dificultad que encuentro [...] es que, según algunos paisanos míos, el nombre España deriva del vascuence ezpaña, labio, aludiendo a la posición que tiene nuestra península en Europa».

#### Hipótesis vascuence
Durante los siglos XVIII y XIX, estudiosos como el padre Larramendi o el padre Isla aventuraron un origen autóctono de la palabra: unos lo suponen relacionado con el vocablo vasco ezpaina ‘labio’, pero que podría también interpretarse como ‘borde, confín’. Juan Antonio Moguel defendía que la palabra «España» procede de la corrupción del vocablo Izpania, el cual, a la luz del euskera tiene dos etimologías.
La voz iz puede significar ‘mar’ o ‘palabra’ o ‘lenguaje’.
- Atendiendo al significado de «lenguaje» de iz, se puede interpretar que izpania está compuesta de los términos simples iz, pat o bat y enia que vendrían a significar ‘un lenguaje es el mío’.
- Atendiendo al significado de ‘mar’, la palabra izpania estaría compuesta por las voces iz y pania o bania que significa ‘dividir’, lo que nos indica que vendría a significar ‘que divide el mar’, es decir, la tierra o el país que divide el mar.[10]

#### Hipótesis íbera
Al menos desde principios de la Edad Moderna hasta 1927 se defendió la teoría de que Hispania es una deformación de Hispalis, palabra de origen íbero que significaría 'la ciudad de Occidente', y que, al ser Hispalis la ciudad principal de la península, los fenicios y, posteriormente, los romanos dieron su nombre a todo su territorio. 

«Muchas escrituras de gran substancia —dice Florián de Ocampo— sólo por hallar su fundación tan trasera, certifican muy de propósito ser ésta la primera población de toda ella (España), y aun dicen que por su causa la tierra y comarca de aquellos derredores se dijo Hispalia primeramente y que después aquel nombre se fue derramando y añadiendo por las otras provincias, hasta que todas ellas, en lugar de llamarse Hispalia, corrompieron el vocablo y se nombraron Hispania». La misma opinión sostiene con no refutadas razones Antonio de Nebrija y el texto de Justino que reza: «hanc veteres ab Ibero amne primum Iberiam post ab Hispalo Hispaniam cognominavunt», confirma que el nombre del río Hispal pasó a la ciudad (Hispalis) y de ésta a la nación (Hispania).

#### La hipótesis legendaria
Otras hipótesis suponían que tanto Hispalis como Hispania eran derivaciones de los nombres de dos reyes legendarios de la península ibérica, Hispalo y su hijo Hispano o Hispan, hijo y nieto, respectivamente, de Hércules.
Los escritores antiguos optaban por un origen griego de la palabra: esperos era el nombre de la primera estrella que se observaba tras el crepúsculo en el occidente, el Lucero (matutino o vespertino, según las épocas del año, por lo que se utiliza también el plural) en latín "Lucífero", en griego "Fósforos", es decir, dador o portador de luz, iluminador. El Jardín de las Hespérides, que se suele situar en Cádiz, es donde Heracles/Hércules (derivado del marino fenicio Melkart, tal vez a partir de una denominación intermedia de Merakles, "milagroso" o "maravilloso" quizás en Creta) realizó su "trabajo" (penosidad, esfuerzo, prueba) de robar las manzanas de oro que allí crecían. Los griegos llamaron (H)Esperia a Italia y a España, ya que se encontraban a su occidente; por una mutación de fonemas es posible que Hesperia pasara a ser Hispania. Otros creían que la palabra procedía de alguna manera del dios Pan.

### Teoría integradora de la hipótesis fenicia y la legendaria
En sentido estricto, no se puede diferenciar de manera tajante entre hipótesis fenicia e hipótesis legendaria. Roberto Matesanz Gascón ha formulado una teoría que explicaría la presencia en fuentes latinas y griegas, así como en las obras históricas medievales, de un héroe epónimo denominado Hispan, Espan, Hispano o Hispalo. Este historiador integra la hipótesis fenicia y la legendaria. Hispano o Espan sería la forma latinizada de una divinidad semita importada por los fenicios a sus colonias occidentales: Baal Sapanu (B'l Spn), cuyo nombre significa 'Señor del Sapanu'. El Sapanu es un monte mítico radicado en un norte ubicuo, en el cual, según la mitología de los semitas occidentales, se desarrollan diversos episodios divinos. Espan o Hispano era el señor o dios de esta montaña. Y en Gades, la principal fundación fenicia en Hispania, donde diversas fuentes ubican las andanzas de Hispano, existía un lugar que era denominado así. Matesanz Gascón concluye que en origen el término Hispania era aplicado a ese hinterland gaditano, y con el transcurso del tiempo, según fue extendiéndose el conocimiento del territorio, también se fue extendiendo el ámbito de aplicación del término hasta abarcar a toda la península.

## Hispania y sus habitantes

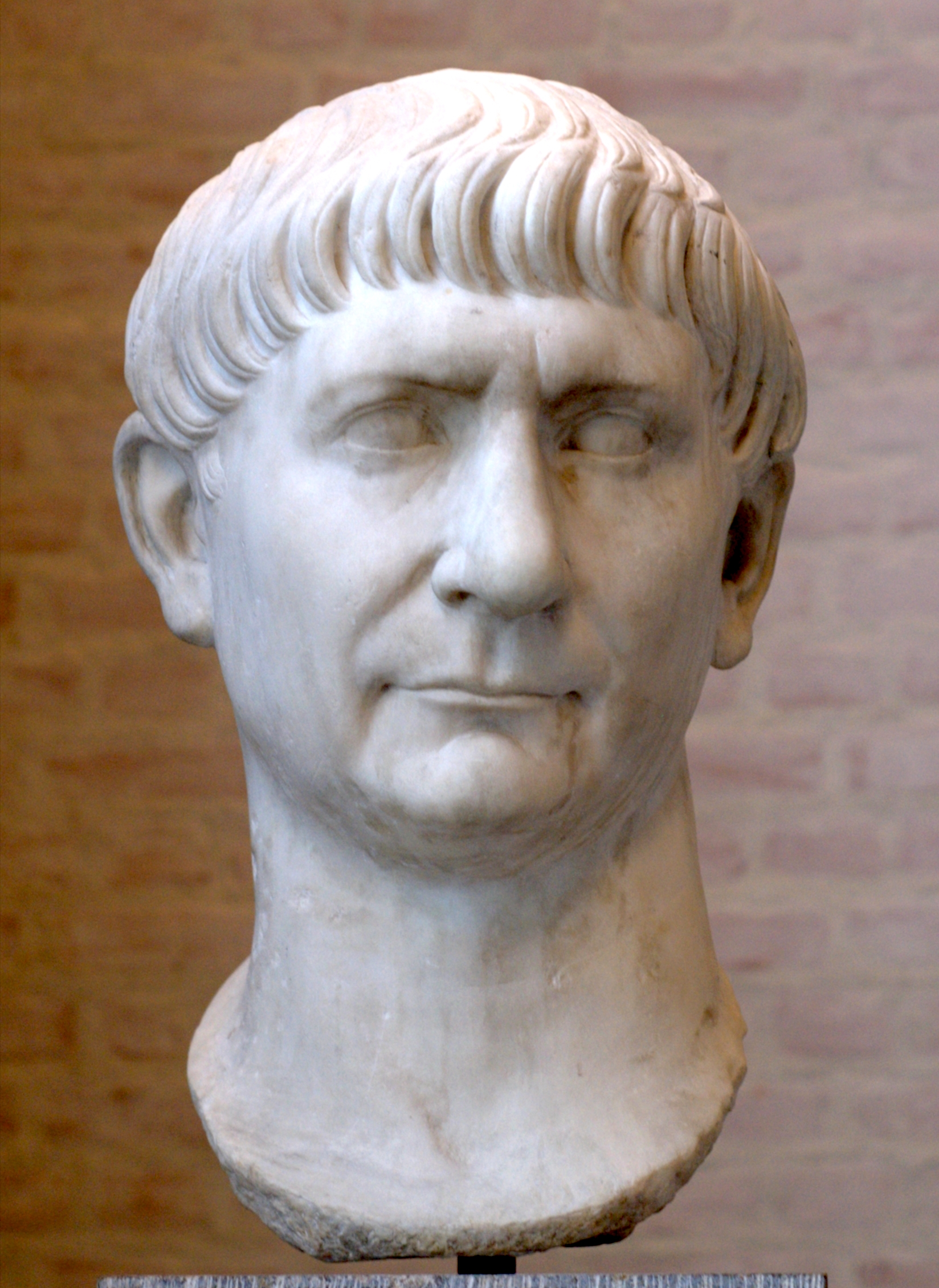
Busto de Trajano, emperador romano de origen hispano.

Las más importantes vías de comunicación romanas en Hispania hacia el 125 d. C.

El término Hispania es latino, el término Iberia es exclusivamente griego. Decir español por iber o por hispanus es cometer una falta de pertenencia, pues lleva consigo diferencias de época y de ambiente. En los textos que se conservan de los romanos estos emplean siempre el nombre de Hispania (citada por primera vez hacia el 200 a. C. por el poeta Quinto Ennio), mientras que en los textos conservados de los griegos estos usan siempre el nombre de Iberia.
Gran parte del conflicto entre cartagineses (fenicios) y romanos tuvo como escenario las tierras de Iberia, la península. El conflicto se manifestó en lo que se llamaron Guerras púnicas y que terminaron con el triunfo de Roma. Entonces los romanos tomaron contacto con Iberia, pero para denominarla eligieron el nombre que ellos oían a los cartagineses, Ispania, al cual más tarde añadieron una H, como también añadieron una H a Hiberia. Además de la h utilizaron el plural, Hispanias, como utilizaron el plural en las Galias. Fue la primera provincia donde los romanos entraron y la última acabada de dominar por Augusto.
Los romanos dividieron al principio las Hispanias en dos provincias (197 a. C.), regidas por dos pretores, la Citerior y la Ulterior. Las largas guerras de conquista duraron dos siglos; es lo que se conoce como romanización. Con la conquista se cortó el curso de la civilización indígena que fue sustituida por la heleno-latina. A través de estos dos siglos hubo muchos conflictos:
- guerras de independencia en que los íberos y otros pueblos (primeros pobladores de la península) fueron poco a poco vencidos y dominados a pesar de las grandes gestas protagonizadas por la ciudad de Numancia o por el caudillo Viriato y otros;
- guerra dirigida por Sertorio, pretor de la Hispania Citerior, desde donde desafió con éxito el poder de Roma;
- guerra civil entre César y Pompeyo, que se llevó a cabo en gran parte en territorio de Hispania;
- campañas de César y de Augusto para someter a los galaicos, astures y cántabros;
- finalmente llega la pax augusta. Hispania es dividida en tres provincias a finales del siglo I a. C. En este momento aparecen dos escritores cuya obra han tenido muy en cuenta los historiadores de todos los siglos: el geógrafo Estrabón y el historiador universal Pompeyo Trogo. Ambos dedican en sus obras sendos capítulos a las Hispanias.

Estrabón habla de Iberia en su libro III de Geografía, y comenta:

Algunos dicen que las designaciones de Iberia e Hispania son sinónimas, que los romanos han designado a la región entera (la península) indiferentemente con los nombres de Iberia e Hispania, y a sus partes las han llamado ulterior y citerior.

Trogo construye toda una imagen sobre sus habitantes: 

Los hispanos (de Hispania) tienen preparado el cuerpo para la abstinencia y la fatiga, y el ánimo para la muerte: dura y austera sobriedad en todo (dura omnibus et adstricta parsimonia). [……] En tantos siglos de guerras con Roma no han tenido ningún capitán sino Viriato, hombre de tal virtud y continencia que, después de vencer los ejércitos consulares durante 10 años, nunca quiso en su género de vida distinguirse de cualquier soldado raso.

Otro historiador romano llamado Tito Livio (59 a. C. a 17 d. C.) escribe también sobre el carácter del hombre hispano, tal y como él lo veía:[cita requerida]

Ágil, belicoso, inquieto. Hispania es distinta de Itálica, más dispuesta para la guerra a causa de lo áspero del terreno y del genio de los hombres[cita requerida].

Lucio Anneo Floro (entre los siglos I y II), historiador amigo del emperador Adriano, también hace sus observaciones:[cita requerida]

La nación hispana o la Hispania Universa no supo unirse contra Roma. Defendida por los Pirineos y el mar habría sido inaccesible. Su pueblo fue siempre valioso pero mal jerarquizado[cita requerida].

Valerio Máximo la llamó fides celtiberica. Según esta fides, el íbero consagraba el alma a su caudillo y no creía lícito sobrevivirle en la batalla. Es la conocida devotio o dedicación íbera de los comienzos del imperio romano. (En la Edad Media tuvieron muy en cuenta esta fidelidad de los celtíberos a la que llamaron para sí lealtad española).
Más tarde, en el siglo IV, surge otro escritor, un retórico galo llamado Pacato[cita requerida] que dedica parte de su obra a describir esta península, Hispania, su geografía, clima, habitantes, soldados, etc., y todo ello con grandes alabanzas y admiración. Pacato escribe:[cita requerida]

Esta Hispania produce los durísimos soldados, ésta los expertísimos capitanes, ésta los fecundísimos oradores, ésta los clarísimos vates, ésta es madre de jueces y príncipes, ésta dio para el Imperio a Trajano, a Adriano, a Teodosio[cita requerida].

En su época sale a la luz una obra que se llama Expositio totius mundi en que se describe a Hispania como Spania, terra lata et máxima, et dives viris doctis (Spania, tierra ancha y vasta, y con abundantes hombres sabios). En estos momentos es cuando el nombre de Hispania alterna ya con Spania.
Pablo Orosio (390-418), historiador, discípulo de San Agustín y autor de Historiae adversus paganus, la primera historia universal cristiana, comenta al referirse a la acción reprobable de un pretor: 

Universae Hispaniae propter Romanorum perditiam causa maximi tumultus fuit.

Para Orosio, Hispania es una tierra con una vida colectiva con valores propios.

## Hispania posromana
En los últimos años del imperio romano, supusieron su desgaje en estados romanos enfrentados entre sí constantemente. En Hispania, Maximus se proclamó emperador de Hispania, independizándola de Rávena; con su muerte el imperio hispano no desapareció, pasó a manos del rey de Tolosa Eurico. Y con el tiempo, se comenzó a utilizar una forma secundaria de Hispania: Spania y de ahí se derivaría el nombre que conocemos hoy como España. Según cuenta San Isidoro, con la dominación de los visigodos se empieza a acariciar la idea de la unidad peninsular y se habla por primera vez de la «madre España». Hasta la fecha se habían servido del nombre Hispania para designar todos los territorios de la península. En su obra Historia Gothorum, Suintila aparece como el primer rey de totius Spaniae.  Esta Historia de los godos, vándalos y suevos incluye una preciosa alabanza de España Laus Spaniae y en ella trata a España como nación goda.
Con la guerra civil  del Reino Visigodo y la colaboración de los witizanos con el islam, para derrotar en la batalla de Guadalete al ejército de Rodrigo, y  la posterior invasión de la península ibérica, el nombre de Spania o España se transformó en اسبانيا, Isbāniyā. Así, Alfonso I el Batallador (1104-1134) dice en sus documentos que «él reina en Pamplona, Aragón, Sobrarbe y Ribagorza», y cuando en 1126 hace una expedición hasta Málaga nos dice que «fue a las tierras de España». Sin embargo, tampoco faltó la identificación temprana de España con la herencia previa a la guerra civil, como ocurre por ejemplo con el lamento por la pérdida de España que se puede encontrar en la Crónica mozárabe o Crónica de 754 (en latín, Continuatio Hispanica), que muestra la continuidad de la idea de España anterior al 711.
Pero ya a partir de los últimos años del siglo XII se designa a toda la península, sea de musulmanes o de cristianos, con el nombre de España. Así se habla de los «cinco reinos de España»: León, Castilla, Navarra, Portugal y Aragón (cristianos), con el territorio bajo dominio musulmán como territorio de España; Alfonso VI, al ser rey de musulmanes y cristianos, se proclamó emperador de España.

## Pronunciación
El topónimo latino Hispania no se pronunciaba como se lee, al contrario de lo que dicen los antiguos manuales, sino [ɪspaɲa][cita requerida], esto es, prácticamente igual a la actual pronunciación de España, y así fue en el latín tardío de todos los lugares del Imperio Romano en donde este idioma cuajó, esto es, ya con el sonido ñ [ɲ] y con la vocal inicial [ɪ], la cual es un sonido intermedio entre los sonidos "i" y "e". Por este motivo dichos sonidos siguen dándose en todos los idiomas que suponen una continuación del latín tardío. De esta forma  Hispania acabó transcrita Espania y finalmente España en español; Spagna en italiano, Espanha en portugués, Espanya en catalán o Espagne en francés, siempre con un sonido inicial "e" (aparte en Italiano), o muy análogo, y siempre con el sonido "ñ" [ɲ].
No obstante, [ɪspaɲa] escrita Hispania es el término que en época romana nombraba al conjunto de la península ibérica y las islas Baleares, prácticamente alternativa a la Iberia griega referida sólo a la península, mientras que [espaɲa] escrita Espania, Espanna y finalmente España nombra al principal país resultante de la unión de todos los reinos, territorios y pueblos de dicha península, salvo el portugués; excepción que impidió por un tiempo el renacimiento del término Hispania / España, pues los Reyes Católicos rechazaron utilizarlo tras la re-unión de sus reinos precisamente por faltar Portugal. Muertos los Reyes Católicos, Portugal se unió al resto en lo que ciertos historiadores llaman modernamente Unión Ibérica, término artificial para lo que ya sí podía reclamarse Hispania / España a todos los efectos. No obstante, Portugal volvió a separarse, empero el término España dejó de esperar a otra futurible reunión con el ausente y acabó nombrando al país que representaba la unión de todos esos reinos y pueblos de la península y Baleares, repetimos, salvo Portugal; esta vez no obstante el término apareció escrito o transcrito según las grafías de los idiomas romances nacidos, cuyas ortografías ya estaban más o menos consolidadas: "España" finalmente en el caso de la lengua castellana (posteriormente también llamada español), y decimos finalmente, pues la RAE se demoró en aceptar la letra "ñ" hasta 1803 y así dejó de insistir en que los hispanohablantes escribieran el sonido "ñ" [ɲ]  mediante las grafías "ni".
De modo que Hispania [ɪspaɲa] y España son una sola palabra en la boca de la gente a lo largo de la historia[cita requerida], si bien con una escritura y un significado que sí han variando con el paso de los siglos. Con otras palabras, el término España no deriva de Hispania [ɪspaɲa], sino que es su continuación.